# Aleksandrovo, Stara Zagora
Aleksandrovo (în bulgară Александрово) este un sat în comuna Pavel Banea, regiunea Stara Zagora,  Bulgaria. 

## Demografie
Componența etnică a satului Aleksandrovo
     Bulgari (20,83%)
     Turci (66,54%)
     Nicio identificare (12,62%)
     Altele (0%)
La recensământul din 2011, populația satului Aleksandrovo era de 1.632 locuitori. Din punct de vedere etnic, majoritatea locuitorilor (66,54%) erau turci, cu o minoritate de bulgari (20,83%). Pentru 12,62% din locuitori nu este cunoscută apartenența etnică.